# René Aust
René Aust (ur. 24 kwietnia 1987 w Lüdinghausen) – niemiecki polityk i samorządowiec, działacz Alternatywy dla Niemiec, poseł do landtagu Turyngii, deputowany do Parlamentu Europejskiego X kadencji, współprzewodniczący frakcji Europa Suwerennych Narodów.

## Życiorys
W 2005 ukończył szkołę handlową, do 2016 pracował w różnych zawodach, m.in. w handlu detalicznym i jako robotnik niewykwalifikowany na budowach. Studiował ekonomię i następnie geografię, w drugiej z tych dziedzin uzyskał licencjat (2015) i magisterium (2016). Od 2003 był członkiem Socjaldemokratycznej Partii Niemiec. W 2017 wstąpił do Alternatywy dla Niemiec. Był pracownikiem frakcji AfD w landtagu Turyngii, pełnił funkcję jej rzecznika prasowego. W 2019 uzyskał mandat deputowanego do parlamentu tego kraju związkowego. W latach 2019–2022 zasiadał również w radzie miejskiej Erfurtu. W 2023 został wiceprzewodniczącym AfD w Turyngii. W tym samym roku otrzymał trzecie miejsce na liście swojego ugrupowania w wyborach europejskich w 2024. W wyniku głosowania z czerwca 2024 został wybrany do Europarlamentu X kadencji. W PE objął funkcję współprzewodniczącego frakcji Europa Suwerennych Narodów.